# Similaun
Der Similaun ([ˌsimiˈlaʊ̯n] ⓘ) ist ein laut ÖK50 3599 m ü. A. (nach TIRIS und Südtiroler Geobrowser 3597 m ü. A., nach der Alpenvereinskarte 3606 m) hoher, ehemals eisüberzogener Berg des Schnalskamms in den Ötztaler Alpen an der Grenze zwischen dem österreichischen Bundesland Tirol und der italienischen Provinz Südtirol. Die touristische Erstbesteigung des Similauns erfolgte im Jahr 1834 durch den Geistlichen Theodor Kaserer, geführt von Josef Raffeiner, von Unser Frau im Schnalstal aus.

## Lage und Umgebung
Der Berg liegt etwa vier Kilometer Luftlinie nordöstlich von Vernagt im oberen Schnalstal und elf Kilometer südlich von Vent, einem Ortsteil der Gemeinde Sölden im Ötztal. Der Berg erhebt sich dominant über die umliegenden Gletscher. Nordwestlich des Gipfelaufbaus erstreckt sich der Niederjochferner, im Nordosten des Similauns liegt der südliche Zweig des Marzellferners, im Osten und Süden der Grafferner. Nach Südwesten hin fällt der Berg steil in ein Schotterfeld mit dem Namen Similaungrube ab. Auf seinem Westgrat sitzt die Kuppe des Kleinen Similaun (3364 m). Benachbarte Gipfel im Verlauf des Schnalskamms sind im Westen jenseits des Niederjochs (3016 m) und Tisenjochs (3188 m, Fundstelle der jungsteinzeitlichen Gletschermumie Ötzi) die Fineilspitze (3514 m) und im Nordosten, getrennt durch das Similaunjoch (3349 m), die Westliche Marzellspitze (3529 m). Die Südtiroler Anteile am Berg sind im Naturpark Texelgruppe unter Schutz gestellt.

## Geologie
Der Ötztaler Hauptkamm zwischen Similaun und Karlesspitze befindet sich in einer 12 Kilometer breiten Lücke zwischen der Vinschgauer und Schneeberger Schieferzone. Die Hauptkammgipfel bestehen in diesem Bereich auf der Nordseite aus harten, weitgehend verwitterungsfesten Paragneisen und aus Granitgneis im Süden, wodurch die Gipfelregion des Similauns sehr steil aus der Umgebung herausragt.

## Stützpunkte und Wege
Die Route der Erstbesteiger von 1834 verlief vom südlich gelegenen Dorf Unser Frau im Schnalstal aus über den Vorgipfel Kasererwartl und den Grafferner zum Similaungipfel.
Als Stützpunkt für eine Besteigung des Similauns dient heute die private in Südtirol liegende Similaunhütte, westnordwestlich gelegen, auf 3019 m Höhe am Niederjoch. Von der Hütte aus führt der Normalweg als Hochtour mit entsprechender Gletscherausrüstung zunächst kurz am Rücken des Niederjochs entlang und dann auf Steigspuren hinab zum südwestlichen Arm des Niederjochferners, wobei aufgrund des Gletscherrückgangs inzwischen der Aufstieg linksseitig auf Geröll im unteren Teil erfolgen kann, danach betritt man den zunächst flachen Gletscher, überwindet die kurze Steilstufe in einem Rechts-Links-Bogen und steigt dann in südöstlicher Richtung über den flachen Gletscher eher rechts haltend hinauf links vorbei am Kleinen Similaun (Gipfelkreuz) bis man kurz vor dem steileren Gipfelrücken rechts eindreht und den Gletscher verlässt (Blockrücken, hier meist Skidepot im Winter). Von hier führen Steigspuren über den inzwischen im Hochsommer in der Regel schnee- und eisfreien Westgrat (bis auf kurze Abschnitte eher ein Block- und Geröllrücken) zum Gipfel, wobei eine kurze Kletterstelle (I) zu überwinden ist. Der Aufstieg von der Hütte dauert laut Literatur etwa zweieinhalb Stunden. 
Auch von der Martin-Busch-Hütte (2501 m) ist der Similaungipfel in etwa vier Stunden zu erreichen. Von dort folgt man zunächst dem Wanderweg durch das Niedertal Richtung Similaunhütte und biegt kurz vor dieser links ab und trifft dann auf die Aufstiegsroute, die von der Similaunhütte zum Gipfel führt. Alternativ ist  ein Aufstieg von der Martin-Busch-HÜtte auch über den Marzellkamm möglich (Pfadspur, Stellen mit Blockkletterei (I)); diese Route erreicht den Gletscher auf der linken Seite und nach dessen aufsteigender Überquerung erreicht man die Normalroute am Westgrat. Dieser Anstieg über dem Marzellkamm ist wegen Hangrutschungen neu trassiert worden.
Der Similaun ist auch ein beliebter Skigipfel, hierbei wird in der Regel ebenfalls entweder von der Similaunhütte oder der Martin-Busch-Hütte mit Tourenski aufgestiegen über den südwestlichen Arm des Niederjochferners bis zum Skidepot am Westgrat, von dort dann zu Fuß zum Gipfel - je nach Verhältnissen mit Steigeisen und Pickel (häufig Gefahr durch Wechten). 
Die 1907 erstmals begangene, als klassisch angesehene Eistour durch die Nordwand ist, verursacht durch die Gletscherschmelze, im unteren Bereich völlig ausgeapert; wegen der dadurch bedingten Steinschlaggefahr werden die Routen durch die Nordwand nicht mehr begangen.

## Name
Die etymologische Deutung des bereits im 15. Jahrhundert belegten Namens Similaun ist unklar. Die Endbetonung auf -aun verweist auf einen alpenromanischen Ursprung. Damit ließe sich eine Kombination des Worts summa („höchster Punkt, Anhöhe“) mit dem typisch alpenromanischen Suffix ōne erschließen bzw. der Name summalōne mit der Bedeutung „höchste Stellen einer Gegend“ als Ursprung ansetzen.

## Abbildungen

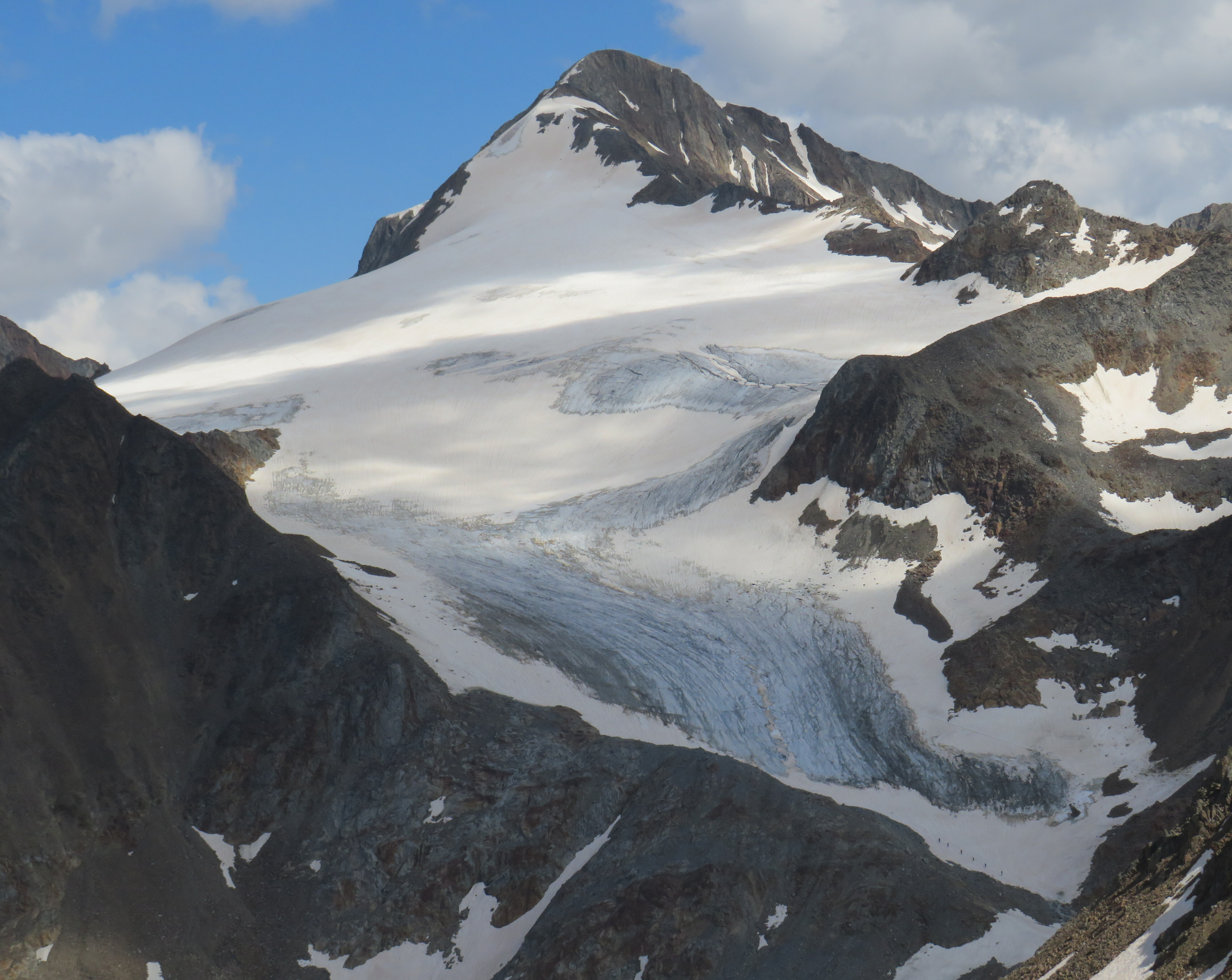
Similaun von Westen (Juli 2024), große Teile des Normalwegs über den Niederjochferner sind erkennbar
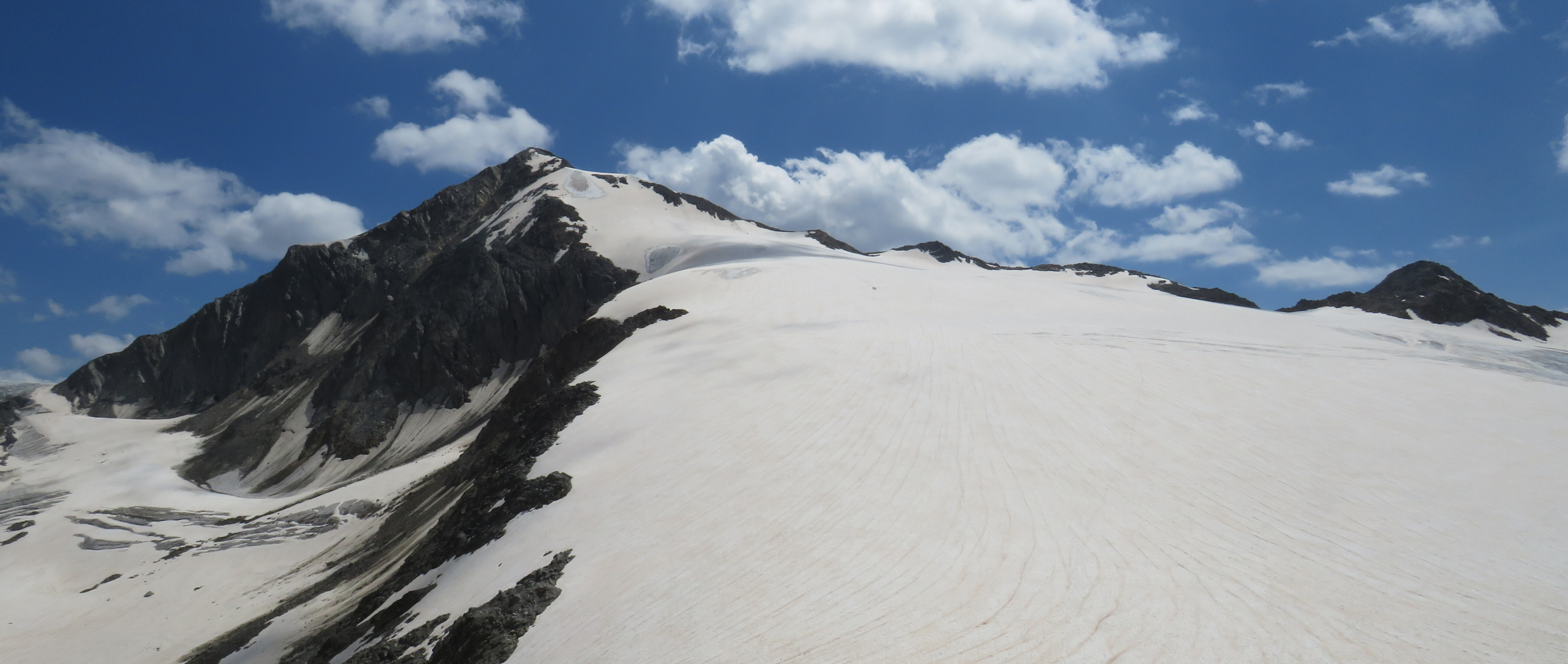
Similaun von Nordwesten mit Marzellferner (links) und Niederjochferner, rechts der Kleine Similaun (Juli 2024)
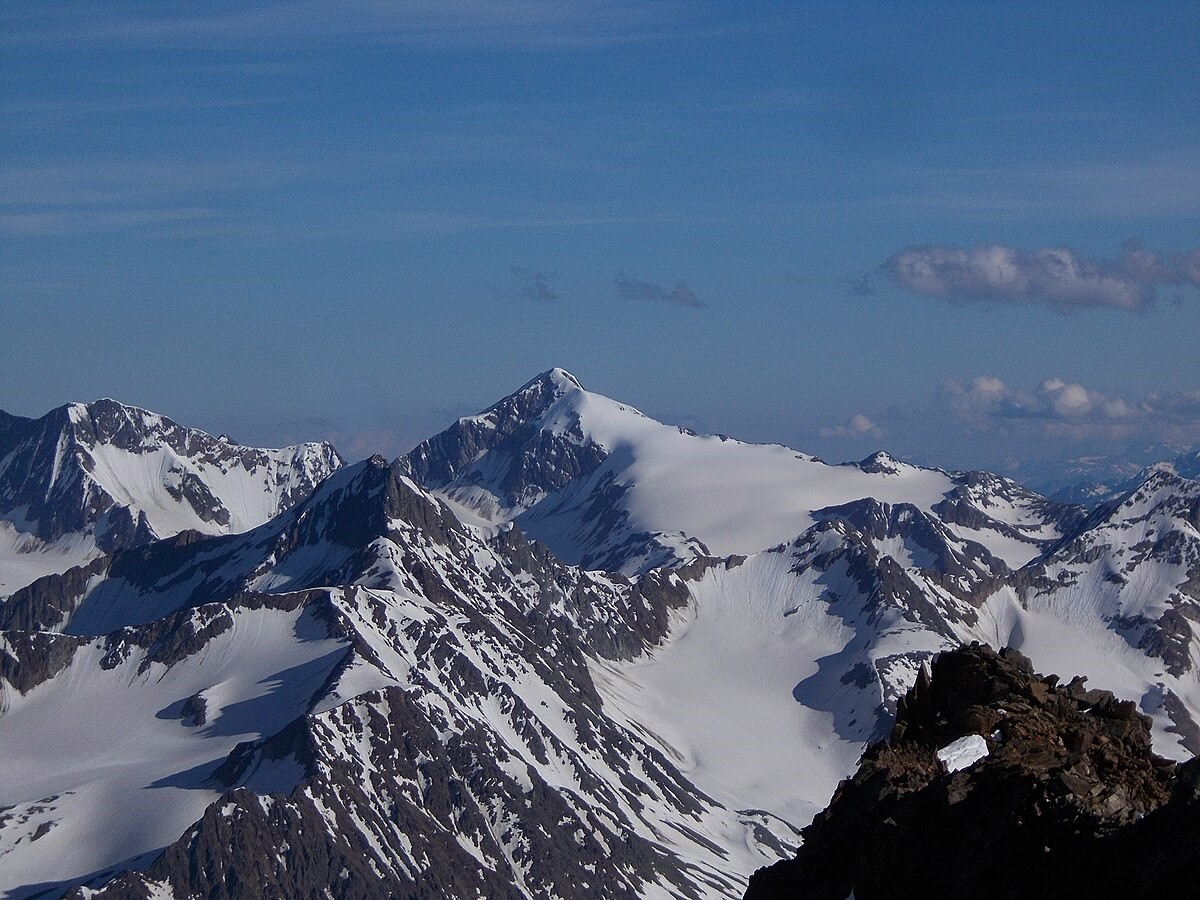
Similaun und Kleiner Similaun vom Vorderen Brochkogel, Kreuzspitze links davor (2019)
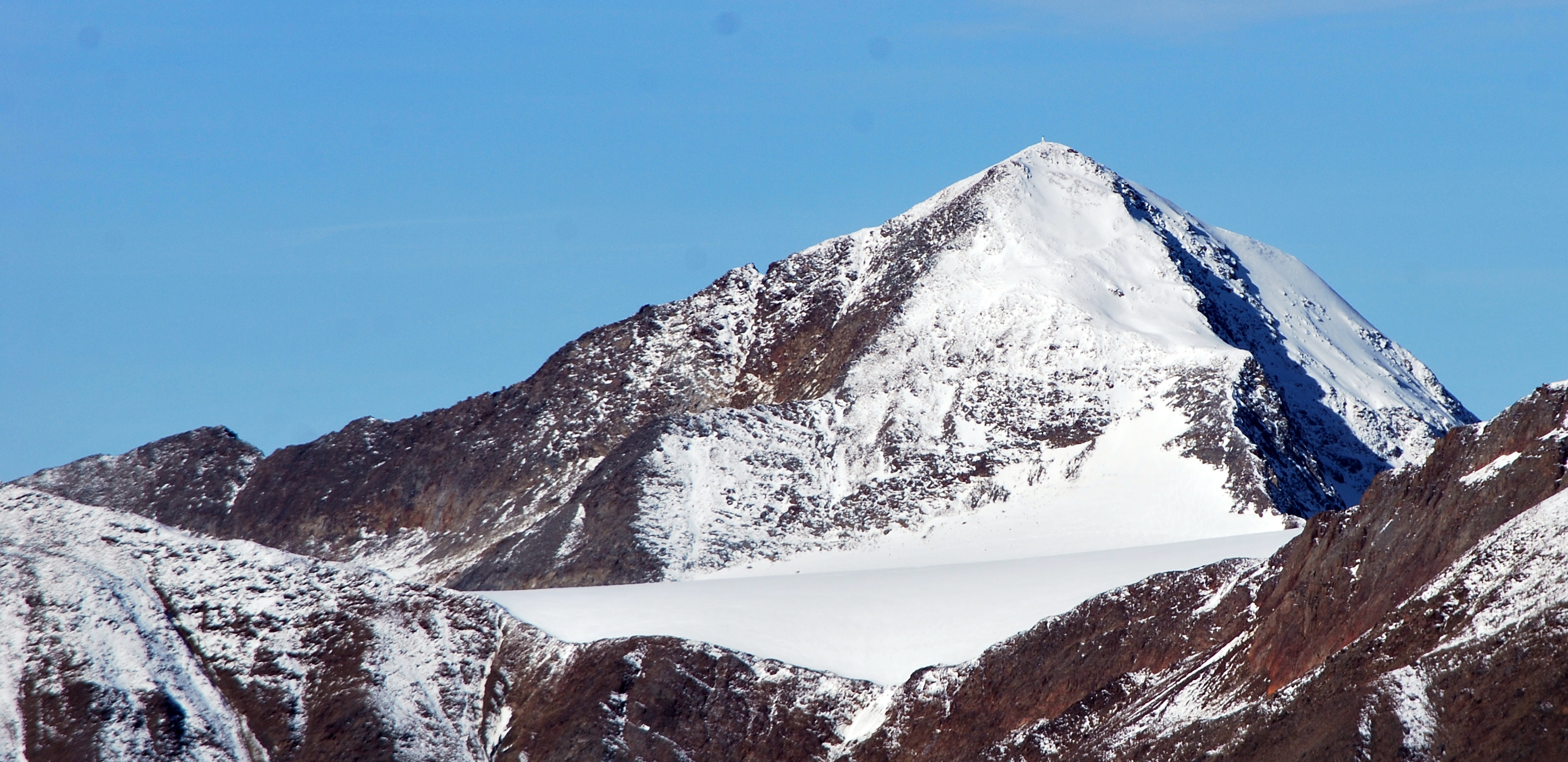
Blick auf den Similaun von Osten (2012)
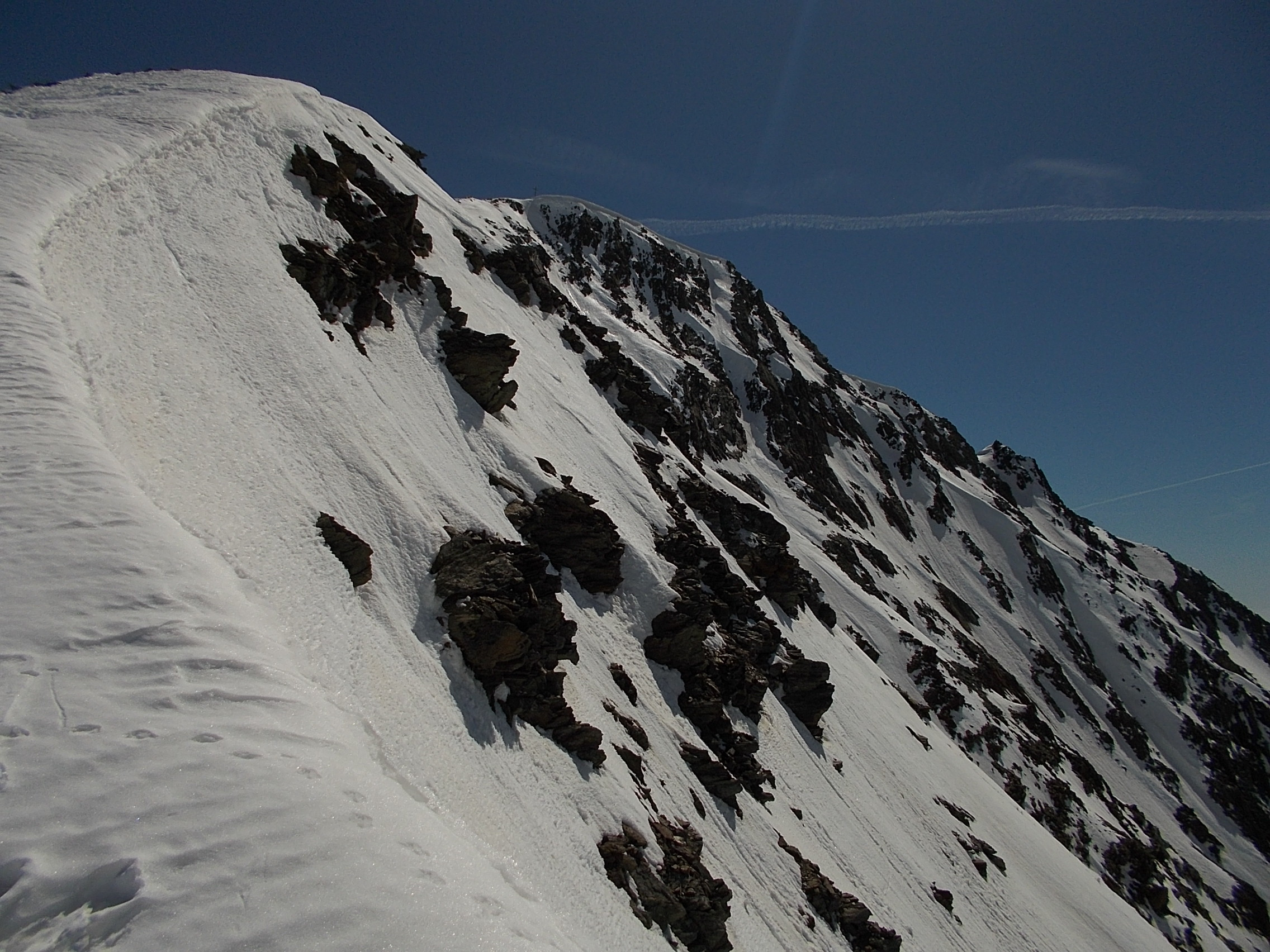
Normalweg über den Westgrate mit den Abstürzen des Similauns nach Südwesten in die Similaungrube (2018)
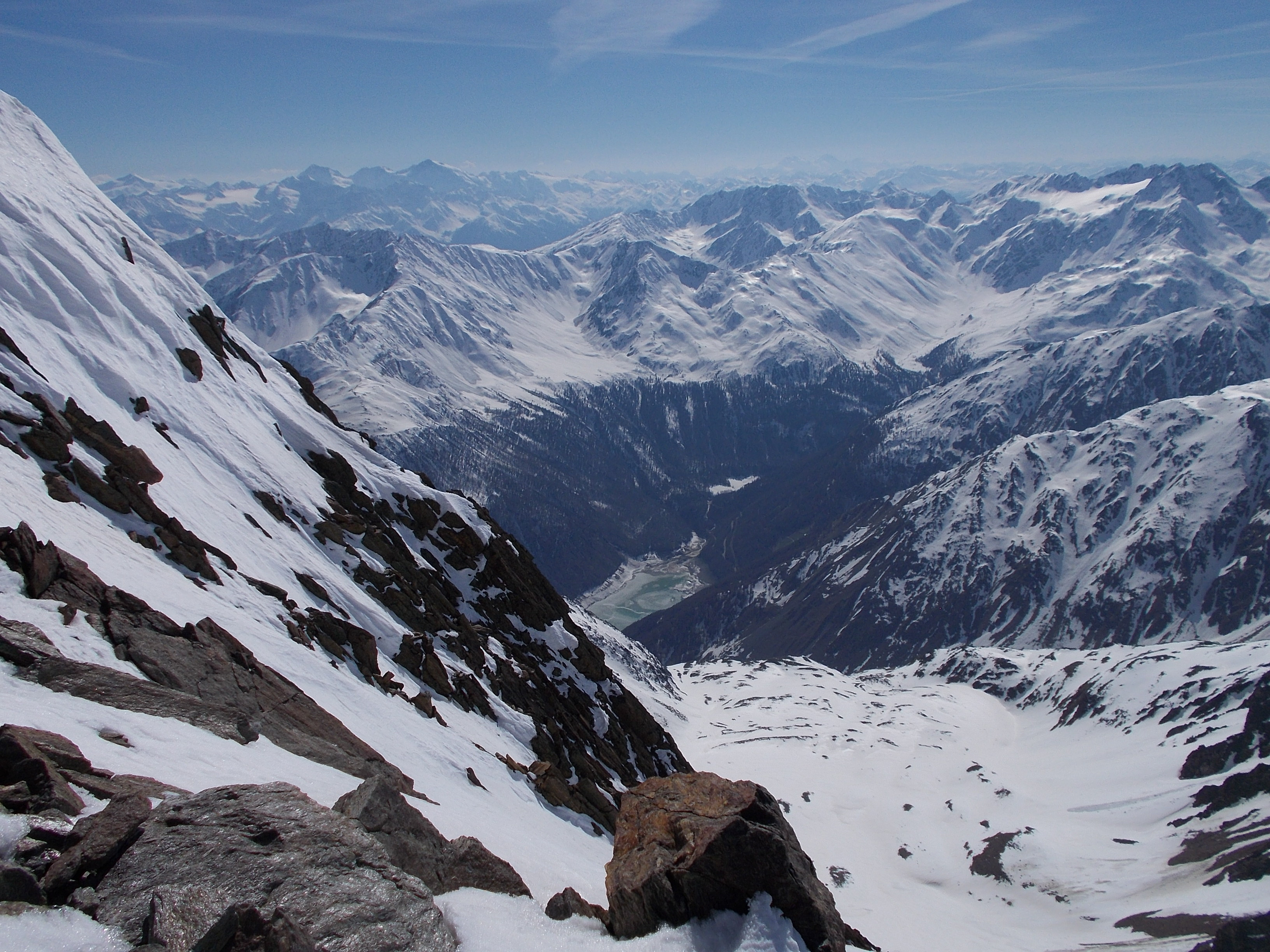
Tiefblick zum Vernagt-Stausee (2018)
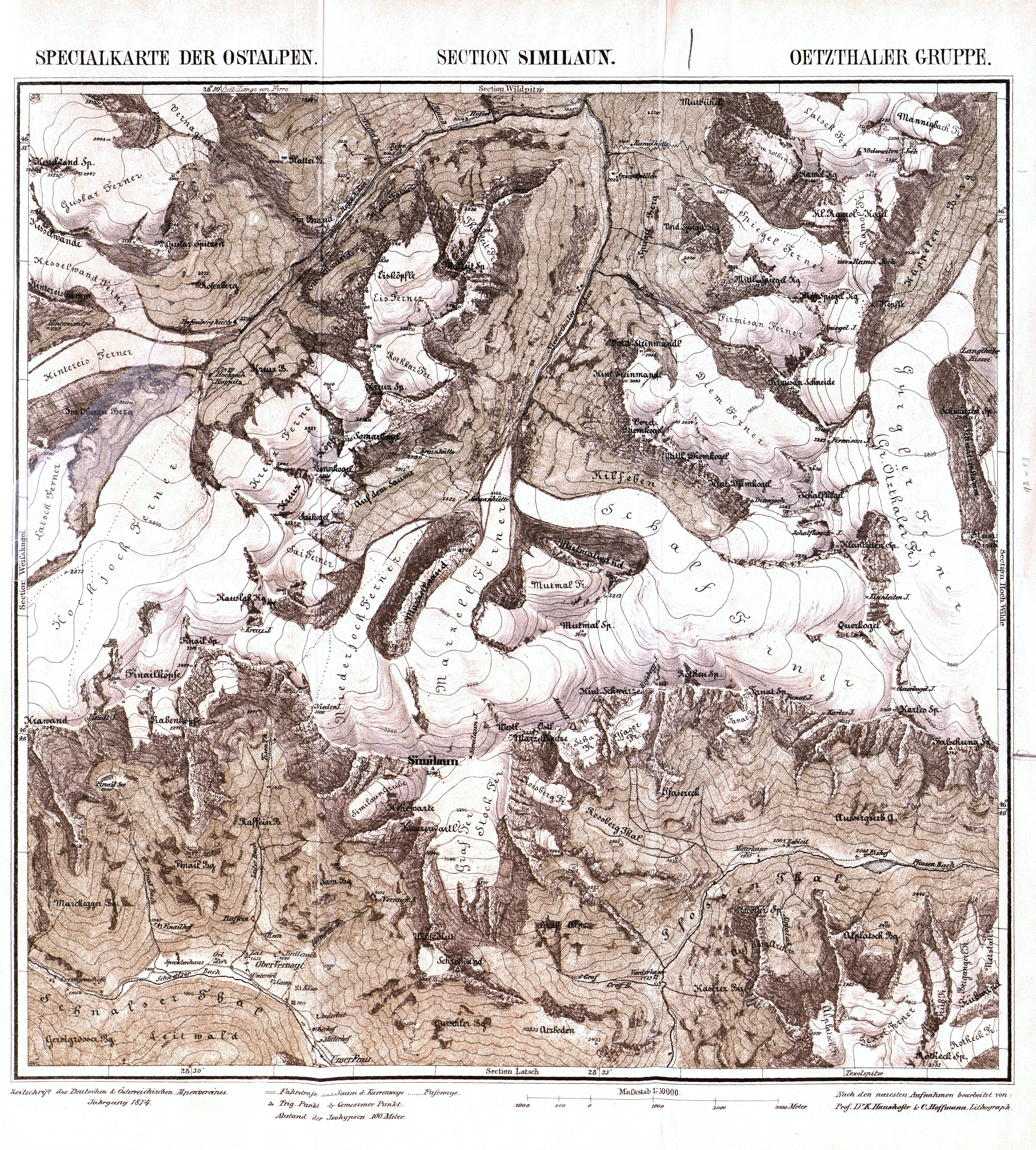
Specialkarte der Ostalpen Section Similaun, 1874